# Bistro (film)
Bistro (v anglickém originále Diner) je americký film režiséra Barryho Levinsona z roku 1982. Hudbu k filmu vytvořili dva spolupracovníci zpěvačky Patti Smith – Ivan Král a Bruce Brody. Filmy se odehrává v roce 1959.

## Obsazení
| Steve Guttenberg | Eddie Simmons       |
| Mickey Rourke    | Boogie Sheftell     |
| Kevin Bacon      | Timothy Fenwick Jr. |
| Tim Daly         | Billy Howard        |
| Ellen Barkin     | Beth Schreiber      |
| Paul Reiser      | Modell              |
| Michael Tucker   | Bagel               |
| Jessica James    | Mrs. Simmons        |
| Colette Blonigan | Carol Heathrow      |
| Kelle Kipp       | Diane               |
| Clement Fowler   | Mr. Simmons         |
| Claudia Cron     | Jane Chisholm       |